# Gran Premio de Europa (ciclismo)
El Gran Premio de Europa (oficialmente: GP d'Europa) fue una carrera ciclista profesional contrarreloj por parejas italiana que se disputaba a mediados del mes de octubre.
Si bien se disputó una edición aislada en 1957 a modo de carrera convencional de un día ganada por Jacques Anquetil esta, como contrarreloj por parejas, se empezó a disputar con regularidad desde 1995 al principio como carrera de exhibición no oficial y desde 1997 en la categoría 1.5 (última categoría del profesionalismo). Su última edición fue en el 2000.
Tuvo la peculariedad de que las parejas no eran obligatoriamente de un mismo equipo con lo que podía haber parejas mixtas con integrantes de diferentes equipos.

## Palmarés
En naranja: edición amistosa de exhibición no oficial (critérium).
| Año  | Ganador 1       | Ganador 2           |
| ---- | --------------- | ------------------- |
| 1995 | Dario Andriotto | Vitali Kokorine     |
| 1996 | Fabio Roscioli  | Daniele Nardello    |
| 1997 | Dario Andriotto | Cristian Salvato    |
| 1998 | Ruslan Ivanov   | Massimo Cigana      |
| 1999 | Marco Pinotti   | Raivis Belohvoščiks |
| 2000 | Dario Andriotto | Sergiy Matveyev     |